# Tour sarrasine
La tour sarrasine est un bâtiment médiéval de Camaret-sur-Aigues, dans le département de Vaucluse.

## Historique
Il semblerait que la tour sarrasine ait été construite en plusieurs temps. La majeure partie de l’édifice semble remonter à la fin du XIIe siècle et au début du XIIIe siècle. Dans un premier temps, la tour ne comprenait qu’un rez-de-chaussée, donc la salle servait de lieu de stockage, et un premier étage, organisé en lieu de vie. L'agrandissement de la tour daterait du XIVe siècle et XVe siècle. 
Durant la Première Guerre mondiale, en 1916, la tour est utilisée comme abattoir, en lien avec la boucherie communale proche.
La tour sarrasine est inscrite au titre des monuments historiques, par arrêté du 17 septembre 2018.

## Description
La tour compte 3 étages. Le deuxième étage dispose d'une salle de prestige avec sa cheminée du XIVe siècle. Une étude de la tour, effectuée en 2016, à la demande du conseil général de Vaucluse, a permis de recenser plusieurs point : La tour est bâtie en calcaire molassique avec des pierres de taille petite et moyenne et les assises sont très régulières, avec des joints très fins. De nombreux trous de boulin parfaitement alignés, à l'extérieur, témoignent de l’utilisation d’un échafaudage, lors de la construction.